# ICS Vortex
ICS Vortex, I.C.S. Vortex o Vortex, pseudonimo di Simen Hestnæs (Oslo, 4 marzo 1974), è un cantante e polistrumentista norvegese.
È stato bassista e secondo cantante della band norvegese symphonic black metal Dimmu Borgir dal 1999 al 2009. La sua attività più duratura è stata con la band doom metal Lamented Souls, costituita nel 1991, in cui suonava sia la chitarra che il basso. È sposato con una fumettista, Lise Myhre. Attualmente ricopre il ruolo di bassista e cantante (quest'ultimo in coabitazione con Vintersorg fino al 2019) nei Borknagar, e di solo cantante negli Arcturus.
Il 22 agosto 2011 è uscito Storm Seeker, il primo album del suo progetto personale sotto l'etichetta Century Media.

## Discografia

### Solo album
- Storm Seeker (2011)

### Con Lamented Souls
- Self-released demo (1995)
- Essence of Wounds - Duplicate Records (2003)
- The Origins of Misery - Duplicate Records (2004)

### Con Borknagar
- The Archaic Course - Century Media Records (1998)
- Quintessence - Century Media Records (2000)
- Urd - Century Media Records (2012)
- Winter Thrice - Century Media Records (2016)

### Con Dimmu Borgir
- Spiritual Black Dimensions - Nuclear Blast (1999) (reissued in 2004)
- Puritanical Euphoric Misanthropia - Nuclear Blast (2001)
- Alive in Torment EP - Nuclear Blast (2001)
- World Misanthropy live EP - Nuclear Blast (2002)
- World Misanthropy DVD/VHS - Nuclear Blast (2002)
- Death Cult Armageddon promo EP - Nuclear Blast (2003)
- Death Cult Armageddon - Nuclear Blast (2003)
- Progenies of the Great Apocalypse DVD - Nuclear Blast (2003)
- Vredesbyrd single - Nuclear Blast (2004)
- In Sorte Diaboli - Nuclear Blast (2007)

### Con Arcturus
- La Masquerade Infernale - Misanthropy/Music For Nations (1997)
- Sideshow Symphonies - Season of Mist (2005)
- Shipwrecked in Oslo DVD - Season of Mist (2006)
- Arcturian - Prophecy Productions (2015)

### Come ospite
- Ved Buens Ende: ...Coiled in Obscurity bootleg - Benighted Mirror Records (2002)
- Dagoba: What Hell Is About - Season Of Mist (2006)